# Pietà (Antonello Gagini)
La Pietà è una scultura di Antonello Gagini datata 1521, custodita nella chiesa di Maria Santissima Addolorata di Soverato situata nel borgo della Città. È un esempio di arte rinascimentale, una scultura in marmo bianco con la Vergine Maria che porta in grembo Cristo deposto dalla croce.

## Storia

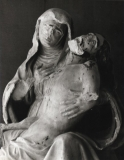
Gruppo marmoreo prima del restauro

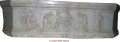
Particolare-basamento della pietà raffiguranti San Michele Arcangelo, San Tommaso d'Aquino che calpesta Averroè e San Giovanni battista

L'opera proviene dal convento di Santa Maria della Pietà (oggi situato nel territorio del comune di Petrizzi ma allora di Soverato), che subì danni dal terremoto del 1783: in marmo bianco carrarese, raffigura la Vergine avente in grembo il Cristo morto; sul lato anteriore del basamento, nell'ordine, san Michele Arcangelo, san Tommaso d'Aquino che calpesta Averroè, attorniati da un gruppo di persone che leggono, e san Giovanni battista.
Dopo decenni di dimenticanza, il gruppo, restaurato a Firenze, fu esposto nella chiesa matrice di Soverato.
La bella statua porta nel volto della Madonna i segni di un profondo, umanissimo dolore, assai lontano dal modello della Pietà di Michelangelo.
Serena è invece la morte del Cristo. Il lavoro è assai accurato.
Il convento di santa Maria dopo il terremoto restò abbandonato. Gli arredi sacri vennero divisi tra Soverato e Petrizzi

### Commissione dell'opera
Il 26 settembre 1521 Antonello Gagini riceveva l'incarico da Giovanni Martino d'Aquino, di scolpire una Pietà marmorea, in bianco, che doveva misurare almeno 6 palmi ossia 155 cm. Inoltre l'artista si impegnava di scolpire sul basamento S.Michele Arcangelo, S.Giovanni Battista, al centro S.Tommaso D'Aquino che calpesta Averroè e ai lati un gruppo di persone che leggono. Si stabiliva ancora che l'opera avrebbe dovuto essere "La più bella ed eccellente" di tutte le altre realizzate ed eseguite di propria mano da Antonello. Questi si obbligava di presentare al committente tre modelli, tra i quali sceglierne uno da destinare al lavoro dell'opera richiesta.
Veniva anche fissato il prezzo dell'opera in 36 once di cui 19 furono pagate subito e le rimanenti 17 alla consegna avvenuta il 3 agosto 1521.

### Trasferimento del gruppo
In seguito alla composizione, il gruppo marmoreo fu destinato al convento di Santa Maria della Pietà, edificato dal Beato Francesco Zumpano intorno all'anno 1490 e dove lo stesso trovò la morte e venne sepolto, per quasi due secoli e mezzo fino al 1783 quando un violento terremoto distrusse la chiesa del convento mutilando il gruppo marmoreo che venne spostato nella nuova Soverato costruita in seguito al terremoto (l'attuale Soverato Superiore), più precisamente nella neo-chiesa matrice Maria S.S. Addolorata dove dopo quasi 250 anni è tuttora conservata.

### Il restauro
In seguito al terremoto del 1783 il gruppo marmoreo venne mutilato e nel corso degli anni addirittura pitturato con aggiunta di macchie di sangue sul Cristo, rompendo il candore e l'armonia delle figure scolpite in marmo bianco. Nel 1964, il sindaco di allora, Antonino Calabretta, riuscì a contattare il laboratorio di restauro dell'Opificio delle pietre dure di Firenze e l'anno successivo avvenne il sopralluogo per prendere visione dell'opera. in seguito vennero inviati i preventivi di restauro sia al Comune che alla Sovrintendenza Dei Beni Culturali della Calabria, che prevedevano il reinserimento dei frammenti distaccati dal gruppo marmoreo e la realizzazione delle parti mancanti in marmo differente in modo da sottolineare le parti inserite non originali mancanti poiché non pervenute. L'opera restaurata fu ritirata da Firenze nel marzo del 1968 e ricollocata nell'omonima cappella della chiesa matrice.

## Fortuna critica
- L'insigne studioso tedesco Hanno Walter Kruft afferma: "Il gruppo di Soverato è una composizione tardiva nell'opera di Antonello con la Pietà di Michelangelo in S.Pietro (1498) che aveva avuto un influsso notevole sul suo lavoro di giovinezza. In sostanza il gruppo di Soverato rappresenta la svolta di pagina di Michelangelo. L'impegno di Antonello di opporre al lavoro di Michelangelo una soluzione propria è innegabile. Nell'espressione del volto ottiene un'intensità più grande che nella maggior parte delle sue sculture. Alla Maria giovanile di Michelangelo oppone una donna più anziana".[2]
- Secondo don Gnolfo, salesiano studioso di Soverato: "La pietà di Soverato conserva le delicate forme proprie dell'arte adulta gaginiana: dolcezza e maestà. E, forse, in qualche tratto grammaticale supera la Pietà Michelangiolesca. Nei panneggi, per esempio, l'opera gaginiana è meno pomposa e meno "Alessandrina" di quella Buonarrotiana. Le due opere sono la prima testimonianza di un "assolo" che l'artista fiorentino prima, e quello palermitano poi, elevaronoal Dolore di Maria: dolore calmo, sereno, rassegnato, veramente cosmico, senza enfasi e senza strazi come troviamo in opere scultoree e pittoriche precedenti: dalle sconvolte Pietà di Erfurt[5] (Germania) alle tragiche pose donatelliane, mazzoniane, ecc. In queste prevale aria di Medioevo, focoso e tormentato, che ci aveva dato una Vergine dolorosa, lacrimosa, gemente "contristata", afflitta. Nel Gagini (la cui arte fidiaca e olimpica rispecchia l'animus siciliano, in ciò che vi è di idillio teocriteo e meliano), come già in Michelangelo, niente ululati, ma serena meditazione: sembra che madre e figlio dormano a occhi socchiusi pensando alla missione soterica e adiutrice che Essi si sono assunti. È un "assolo" di mistero sereno: quasi eco della parola luchiana: "Maria maditava queste cose nel suo cuore". Divina mediazione di un dolore universale, veramente cosmico e salvifico: perciò amoroso e non straziante".[6][7]
- Secondo Domenico Pisani, storico dell'arte, il committente dell'opera, Giovanni Martino d'Aquino discendente dai conti di Aquino, famiglia che aveva dato i natali al "dottore angelico", determinò la scelta della figura del Santo di famiglia, che volle personaggio principale del bassorilievo posto alla base dell'opera. L'aquinate, che porta sul petto il sole della predicazione, è scolpito nell'atto di tenere una lezione ex cathedra sull'averroismo e di schiacciare metaforicamente il filosofo islamico. Il pensiero di Averroè aveva costituito, infatti, l'oggetto di una profonda disamina nella filosofia scolastica tra il XIII e il XIV secolo. Una delle teorie più discusse fu quella della cosiddetta "doppia verità". La scolastica affermò che Averroè avesse propugnato la teoria in base alla quale ragione e fede, pur giungendo a conclusioni opposte non si contraddicono in quanto ciò che è falso per la ragione può essere vero per la fede e viceversa. In realtà il filosofo arabo prese il Corano come punto di partenza e affermò che ciò che il libro sacro degli arabi rappresenta in maniera allegorica è dimostrabile inequivocabilmente con la ragione. Questa teoria rende estranea all'anima umana l'intelligenza (perché le si comunicherebbe temporaneamente dall'alto) e, facendo diventare l'individuo il serbatoio passivo di un pensiero estraneo da sé, gli nega la sopravvivenza.  San Tommaso combatté queste teorie sostenendo che la conciliazione tra teologia e filosofia avviene a danno di quest'ultima perché alla filosofia si riconosce la competenza solo su alcuni problemi, al di là dei quali domina incontrastata la teologia.[8]

## Credenze popolari
Vi sono varie leggende popolari che circolano riguardo alla Pietà:
- Il beato Francesco da Zumpano, fondatore del convento Agostiniano della Pietà, intendeva porvi una raffigurazione in rilievo della Vergine col Cristo morto in grembo. Si recò così a Messina per ordinarla dopo che non riuscì a trovare pietra adatta per la raffigurazione. Durante il passaggio nello Stretto si imbatté in dei marinai che cercavano di recuperare un blocco di marmo bianco caduto in mare. Dopo vari tentativi i marinai abbandonarono la loro fatica ma il frate, dopo aver domandato al proprietario se poteva provvedere da sé al recupero del blocco accettando, si mise in ginocchio con le mani giunte e dopo pochi minuti di orazione, il marmo scivolò sotto la spinta di una debole funicella che egli teneva per mano, e venne a fermarsi sul posto più comodo per il recupero e per il successivo trasloco.[9]
- Da tempo esisteva una questione tra il Duca Pietro di Petrizzi e "Cciccu Petru" (fac totum di Soverato) il quale sosteneva che il Duca con la violenza aveva aggregato a Petrizzi tutto il territorio di Soverato compresa la località del Convento della Pietà. Dopo il terremoto del 1783 con decreto del re Ferdinando, venne trasferita nell'attuale Soverato superiore il vecchio centro abitato di Soverato e venne costruita la nuova chiesa matrice dedicata a Maria della Pietà (oggi dell'Addolorata). Appena finita di costruire la chiesa, Cciccu Petru fece costruire in segreto un carro e appena pronto fece radunare il popolo per trasferire la statua della Pietà sul carro per poi trasportarla nella nuova chiesa di Soverato, ma durante il trasferimento ruppero un braccio e una gamba del Cristo. Arrivata la notizia a Petrizzi, il Duca allertò i Petrizzoti che arrivarono al convento armati per impedire il "furto". Ciccu Petru, vista la situazione con entrambe le parti armate e pronte alla guerriglia propose di mettere a capo del carro due buoi, uno di Soverato e l'altro di Petrizzi, e lasciarli andare secondo il volere della Madonna verso uno o l'altro paese. Entrambe le fazioni accettarono e dopo aver predisposto tutto i buoi scelsero la via di Soverato. I petrizzoti non ritornarono a mani vuote perché continuarono a celebrare la festa della pietà grazie a un quadro che prese il posto della tanto desiderata statua.[10]